# Smicridea dispar
Smicridea dispar là một loài Trichoptera trong họ Hydropsychidae. Loài này komt voor in het Neotropisch en het Nearctisch gebied.